# 萨季斯
萨季斯（羅馬化：Satis）是俄罗斯下诺夫哥罗德州的市级镇，属州辖市五一城市，地处下诺夫哥罗德州南部，位于伏尔加河流域莫克沙河一支流萨季斯河畔，在五一城北、州府下诺夫哥罗德南偏西方。镇内设有同名铁路车站。
该地2021年人口有1,346人；2010年人口1,640；2002年人口1,899；1989年人口2,430。